# Istanbul Cup 2015
Istanbul Cup 2015, oficiálně se jménem sponzora TEB BNP Paribas İstanbul Cup 2015, byl tenisový turnaj pořádaný jako součást ženského okruhu WTA Tour, který se hrál na otevřených dvorcích s tvrdým povrchem městského areálu. Konal se mezi 20. až 26. červencem 2015 v turecké metropoli Istanbulu jako 8. ročník turnaje.
Istanbul Cup 2015 představoval druhý ročník hraný od roku 2010. V letech 2011–2013 se nekonal, když město hostilo závěrečnou událost WTA Tour pro nejlepší tenistky okruhu – Turnaj mistryň.
Turnaj s rozpočtem 250 000 dolarů patřil do kategorie WTA International Tournaments. Nejvýše nasazenou hráčkou ve dvouhře se stala světová patnáctka Venus Williamsová ze Spojených států, kterou v prvním kole vyřadila ukrajinská hráčka Kateryna Bondarenková. Její krajanka Lesja Curenková se probojovala do prvního finále na okruhu WTA Tour a po vítězství si odvezla premiérový titul. Deblovou soutěž ovládla rusko-ukrajinská dvojice Darja Gavrilovová a Elina Svitolinová a Ukrajinka tak obhájila trofej z předešlého ročníku.

## Distribuce bodů a finančních odměn

### Distribuce bodů
| Soutěž  | vítězky | finalistky | semifinalistky | čtvrtfinalistky | 16 v kole | 32 v kole | Q  | Q3 | Q2 | Q1 |
| ------- | ------- | ---------- | -------------- | --------------- | --------- | --------- | -- | -- | -- | -- |
| dvouhra | 280     | 180        | 110            | 60              | 30        | 1         | 18 | 14 | 10 | 1  |
| čtyřhra | 280     | 180        | 110            | 60              | 1         | —         | —  | —  | —  | —  |

### Finanční odměny
| Soutěž                                | vítězky | finalistky | semifinalistky | čtvrtfinalistky | 16 v kole | 32 v kole | Q2   | Q1   |
| ------------------------------------- | ------- | ---------- | -------------- | --------------- | --------- | --------- | ---- | ---- |
| dvouhra                               | $43 000 | $21 400    | $11 300        | $5 900          | $3 310    | $1 925    | $730 | $530 |
| čtyřhra                               | $12 300 | $6 400     | $3 435         | $1 820          | $960      | —         | —    | —    |
| částky ve čtyřhře jsou uváděny na pár |         |            |                |                 |           |           |      |      |

## Ženská dvouhra

### Nasazení
| Stát                             | Hráčka                     | WTA | Nasazení |
| -------------------------------- | -------------------------- | --- | -------- |
| USA                              | Venus Williamsová          | 15. | 1.       |
| Ukrajina                         | Elina Svitolinová          | 17. | 2.       |
| Srbsko                           | Jelena Jankovićová         | 25. | 3.       |
| Francie                          | Alizé Cornetová            | 28. | 4.       |
| Itálie                           | Camila Giorgiová           | 31. | 5.       |
| Rusko                            | Darja Gavrilovová          | 39. | 6.       |
| Rusko                            | Anastasija Pavljučenkovová | 40. | 7.       |
| Bulharsko                        | Cvetana Pironkovová        | 42. | 8.       |
| Žebříček WTA k 13. červenci 2015 |                            |     |          |

### Jiné formy účasti
Následující hráčky obdržely divokou kartu do hlavní soutěže:
- Çağla Büyükakçay
- Alizé Cornetová
- İpek Soyluová

Následující hráčky postoupily z kvalifikace:
- Kateryna Bondarenková
- Margarita Gasparjanová
- Jeļena Ostapenková
- Alexandra Panovová
- Olga Savčuková
- Anna Tatišviliová

### Odhlášení
před zahájením turnaje
- Belinda Bencicová → nahradila ji Jaroslava Švedovová
- Alexandra Dulgheruová → nahradila ji Yanina Wickmayerová
- Kristina Mladenovicová → nahradila ji Kirsten Flipkensová
- Monica Niculescuová → nahradila ji Jelizaveta Kuličkovová
- Flavia Pennettaová → nahradila ji Vitalija Ďjačenková

### Skrečování
- Anna Tatišviliová

## Ženská čtyřhra

### Nasazení
| Stát                                                                          | Hráčka                 | Stát     | Hráčka                     | WTA  | Nasazení |
| ----------------------------------------------------------------------------- | ---------------------- | -------- | -------------------------- | ---- | -------- |
| Česko                                                                         | Andrea Hlaváčková      | Rusko    | Anastasija Pavljučenkovová | 44.  | 1.       |
| Rusko                                                                         | Margarita Gasparjanová | Rusko    | Alexandra Panovová         | 133. | 2.       |
| Gruzie                                                                        | Oxana Kalašnikovová    | Ukrajina | Nadija Kičenoková          | 151. | 3.       |
| Rusko                                                                         | Vitalija Ďjačenková    | Ukrajina | Olga Savčuková             | 170. | 4.       |
| Žebříček WTA k 13. červenci 2015; číslo je součtem umístění obou členek páru. |                        |          |                            |      |          |

### Jiné formy účasti
Následující páry obdržely divokou kartu do hlavní soutěže:
- Ayla Aksuová /  Melis Sezerová
- Anett Kontaveitová /  Jelizaveta Kuličkovová

Následující pár nastoupil do čtyřhry z pozice náhradníka:
- Darja Gavrilovová /  Elina Svitolinová

### Odhlášení
před zahájením turnaje
- Anna Tatišviliová

## Přehled finále

### Ženská dvouhra
- Lesja Curenková vsv.  Urszula Radwańská, 7–5, 6–1

### Ženská čtyřhra
- Darja Gavrilovová /  Elina Svitolinová vs.  Çağla Büyükakçay /  Jelena Jankovićová, 5–7, 6–1, [10–4]